# Хираката
Хираката е град в префектура Осака в Япония. Населението на Хираката е 400 690 жители (по приблизителна оценка от октомври 2018 г.), а общата площ 65,08 km². Намира се в часова зона UTC+9. В Хираката се намира Хираката Парк, увеселителен парк с 5 ролъркоустъра (влакчета на ужасите). В града има 7 колежа и университета. В Хираката е роден шахматиста Хикару Накамура.